# Chordata
Chordés, Cordés
Ne doit pas être confondu avec Cordata.
«  Chordé » redirige ici. Ne pas confondre avec Cordée.
Embranchement
Sous-embranchements de rang inférieur
- Cephalochordata
- clade Olfactores :
  - Urochordata
  - Vertebrata
- † Vetulicolia[1]

Les chordés ou cordés (Chordata) forment un embranchement d'animaux du clade des bilatériens et appartenant au super-embranchement des deutérostomiens. Leur nom provient de la notochorde, une lamelle cartilagineuse située sur le côté dorsal de l'animal, forme la plus élémentaire d'un endosquelette (squelette interne). Quatre sous-embranchements sont réunis dans ce groupe : les Cephalochordata, les Vetulicolia (aujourd'hui éteints), les Tunicata et les Vertebrata (ces deux derniers groupes sont réunis sous le clade des Olfactores). Ils constituent un des embranchements les plus diversifiés du règne animal avec plus de 65 000 espèces, après les arthropodes, ces derniers regroupant, avec près d'1,5 million d'espèces recensées, plus de 80 % des espèces connues.

## Description
Les Chordés, dont le terme est attribué au biologiste britannique William Bateson en 1885, partagent plusieurs points communs à un moment de leur cycle de vie.

### Notochorde
Leur nom provient de la notochorde, une lamelle cartilagineuse d'origine mésodermique située du côté dorsal de l'animal, mais ventrale par rapport au tube nerveux. Elle joue un rôle crucial lors de l'embryogenèse et a en outre un rôle de soutien et de protection du tube nerveux chez les Chordés primitifs. Chez les Vertébrés, qui constituent un sous-embranchement des Chordés, la notochorde régresse généralement à l'âge adulte pour être remplacée par la colonne vertébrale. Elle persiste cependant et s'élargit dans la région des disques intervertébraux où elle forme le nucleus pulposus (noyau pulpeux, sorte de masse gélatineuse entre un anneau fibreux et deux plaques cartilagineuses) au centre des disques.
La notochorde est la structure de soutien interne primitive. C'est la forme la plus élémentaire d'un endosquelette (squelette interne) alors que l'exosquelette (squelette externe) est une structure typique chez de nombreux invertébrés (insectes, crustacés, mollusques).
Les squelettes interne et externe permettent de former un appareil de soutien mais ont également pour fonction d'assurer une protection mécanique et de servir de point d'insertion aux muscles qui constituent les moteurs du mouvement (le squelette étant un dispositif de transmission des forces, semblable à un levier). L'endosquelette possède certains avantages : il est plus mobile que l'exosquelette, permet une croissance continue, et a la force de supporter une plus grande taille et des mouvements puissants. Mais, s'il protège des organes internes, il n'offre pas la protection mécanique de l'exosquelette, notamment contre les prédateurs. La présence d'un exosquelette protège efficacement de la dessiccation, ce qui est l'un des facteurs qui ont permis la réussite de la colonisation du milieu terrestre. Mais l'exosquelette a aussi des inconvénients. Avec l'augmentation de taille, il doit devenir de plus en plus épais, de manière disproportionnée pour supporter la traction des muscles. Le confinement des muscles dans un exosquelette, les empêche de s'accroître avec leur utilisation.
Cependant, l'exosquelette reste présent chez plusieurs Chordés : les agnathes ostracodermes ont un corps recouvert d'une « armure » osseuse les protégeant des prédateurs. Chez les Vertébrés actuels, il n'est plus représenté que par les écailles qui recouvrent la peau des poissons et par des os dermiques qui participent à la ceinture pectorale des Gnathostomes. De plus, les grands os de la boîte crânienne d'un mammifère peuvent être placés très près de la surface, si bien que « la subdivision en exosquelette et endosquelette est largement conventionnelle ».

### Système nerveux
Le système nerveux des Chordés, en forme de tube, est situé au-dessus, y compris chez l'embryon humain. On dit que les Chordés sont épineuriens, au contraire des protostomiens qui sont dits hyponeuriens. Le tube nerveux des Chordés se met en place par neurulation, c'est-à-dire par invagination d'une zone particulière de l'épiblaste dorsal.

### Pharynx fenestré
Les Chordés sont également caractérisés par un pharynx (partie antérieure du tube digestif), percé de fentes branchiales, au moins à l'état embryonnaire, et qui a un rôle respiratoire quand ces fentes persistent à l'âge adulte : ce sont des Pharyngotrèmes.
Ce caractère est en réalité une synapomorphie des deutérostomiens et a ensuite été perdu chez les échinodermes.

### Appareil circulatoire
Les organes sont approvisionnés en dioxygène par un système circulatoire clos, où la circulation sanguine est activée par un cœur composé de plusieurs cavités (de 2 à 4 pour les mammifères).

Structure d'un chordé : la lancelet ou amphioxus :
1. Renflement du tube nerveux (on ne peut pas parler de véritable encéphale)
2. Notochorde
3. Tube nerveux (dorsal)
4. Nageoire caudale (ou queue post-anale)
5. Anus
6. Tube digestif
7. Système circulatoire
8. Pore atrial
9. Cavité péripharyngienne
10. Fentes pharyngiennes
11. Pharynx
12. Organe rotateur (vélum non représenté)
13. Cirres (rôle sensoriel)
14. Cavité buccale
15. Gonades (l'Amphioxus est gonochorique, donc on a ici soit une paire d'ovaires, soit de testicules)
16. Photorécepteurs
17. Nerf
18. Repli tégumentaire formant une 'nageoire' continue
19. Cæcum hépatique

| 1. Renflement du tube nerveux (on ne peut pas parler de véritable encéphale) 2. Notochorde 3. Tube nerveux (dorsal) 4. Nageoire caudale (ou queue post-anale) 5. Anus 6. Tube digestif 7. Système circulatoire 8. Pore atrial 9. Cavité péripharyngienne 10. Fentes pharyngiennes | 11. Pharynx 12. Organe rotateur (vélum non représenté) 13. Cirres (rôle sensoriel) 14. Cavité buccale 15. Gonades (l'Amphioxus est gonochorique, donc on a ici soit une paire d'ovaires, soit de testicules) 16. Photorécepteurs 17. Nerf 18. Repli tégumentaire formant une 'nageoire' continue 19. Cæcum hépatique |

## Histoire évolutive

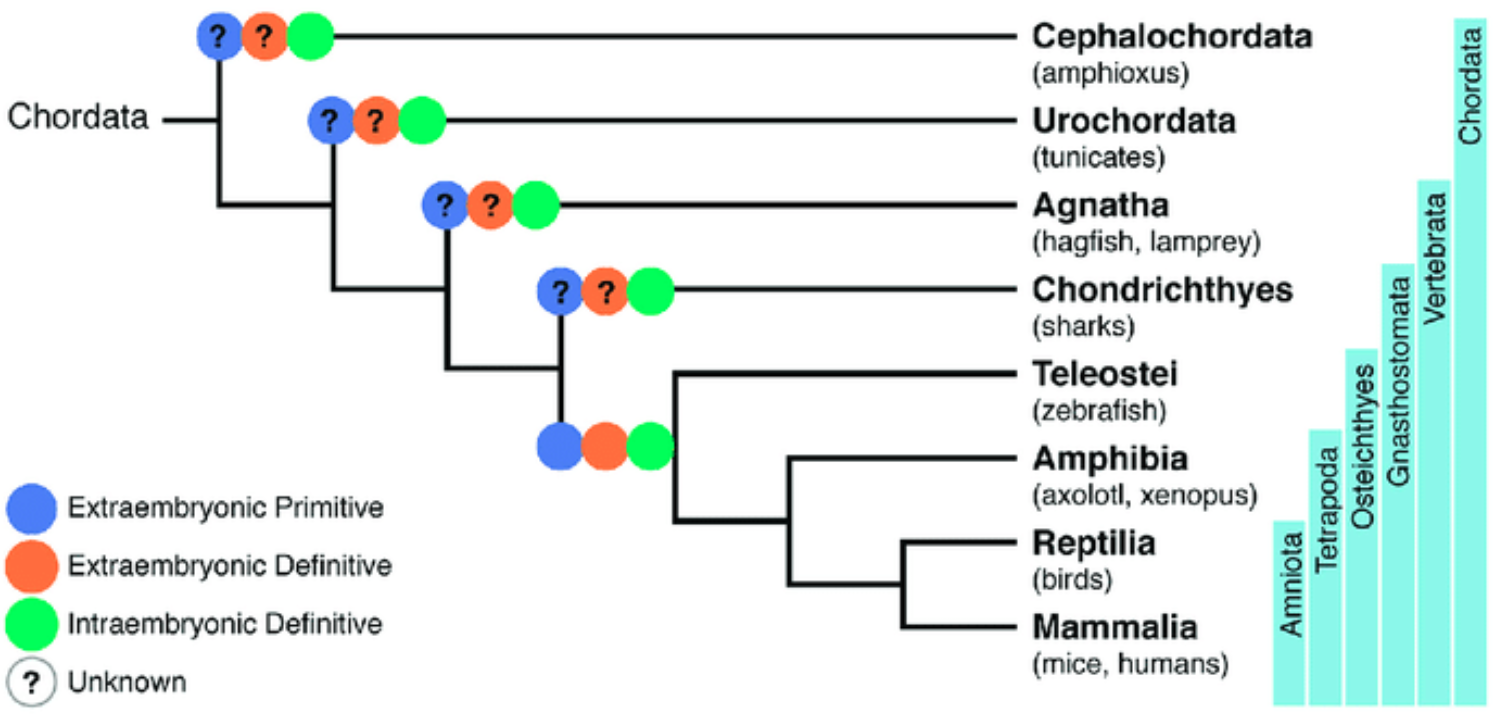
Arbre phylogénétique simplifié des chordés.

Au cours de la terrestrialisation des tétrapodes qui voit les sarcoptérygiens donner naissance aux vertébrés terrestres à quatre pattes, les nageoires pectorales se transforment progressivement en membres antérieurs de sustentation (notamment par torsion squelettique axiale) tandis que les nageoires pelviennes se transforment en membres postérieurs de propulsion. Cette transition nageoire-patte s’est accompagnée de nombreuses modifications anatomiques.

Les Chordés sont apparus au Cambrien, avant 500 millions d'années (Ma). Ils sont notamment présents dans la faune de Burgess avec le genre Pikaia. Alors que les céphalochordés et les urochordés sont restés peu diversifiés et exclusivement marins, le sous-embranchement des Vertébrés a connu une très importante radiation évolutive. Ces derniers ont eu une évolution fulgurante et ont conquis tous les milieux de la planète, avec leurs premiers pas sur Terre au Dévonien supérieur (il y a environ 370 Ma). Aujourd’hui, avec les baleines, ils comprennent les animaux les plus grands que la Terre ait jamais portés.
Chez les céphalochordés apparait au Silurien un repli tégumentaire formant une 'nageoire' continue.
Les vertébrés développent au Silurien des replis cutanés latéraux. Certains sont des ébauches de nageoires impaires (nageoire dorsale, nageoire anale et nageoire caudale), d'autres des nageoires paires (nageoires pectorales et pelviennes), antérieures et postérieures, autant de structures adaptées à la nage (en) et assurant la manœuvrabilité, la stabilité et la propulsion. Dès le silurien s'individualisent parmi ces vertébrés des poissons osseux (ostéichthyens) qui se subdivisent en deux lignées évolutives, selon la constitution de leurs nageoires : les actinoptérygiens (poissons osseux à « nageoires rayonnées ») et les sarcoptérygiens (poissons osseux à « nageoires charnues »). Un puissant squelette appendiculaire se développe au niveau des nageoires paires de ces derniers : une pièce proximale, proche de l'axe squelettique et venant s'articuler à la ceinture pectorale et pelvienne ; une pièce basale ; des rayons latéraux distaux.

## Liste des classes
Parmi les Chordés, on trouve : 
- Céphalochordés (Amphioxus)
- Olfactoriens
  - Urochordés ou tuniciers
  - Crâniés
    - Myxines
    - Vertébrés

Les Urocordés et Céphalochordés sont également repris sous le terme Prochordés. Ce groupe est paraphylétique car il exclut les Crâniés. En phylogénie, on regroupe plutôt les Urocordés et les Crâniés sous le taxon Olfactores.
En classification classique, les Chordés sont composés de :
- sous-embranchement Tunicata Lamarck, 1816 -- Tuniciers
  - classe Appendicularia -- Tuniciers pélagiques
  - classe Ascidiacea -- Ascidies
  - classe Thaliacea -- Tuniciers pélagiques
- sous-embranchement Cephalochordata
- sous-embranchement Vertebrata
  - super-classe Agnatha
    - classe Cephalaspidomorphi (lamproie)
    - classe Myxini (myxine)
    - classe Pteraspidomorphi (animaux fossiles)

  - infra-embranchement Gnathostomata
    - classe Chondrichthyes -- Poisson cartilagineux
    - super-classe Osteichthyes -- Poisson à squelette osseux
      - classe Actinopterygii -- Poisson à nageoires rayonnées
      - classe Sarcopterygii

    - super-classe Tetrapoda -- Tétrapodes
      - classe Amphibia Linnaeus, 1758 -- Amphibiens
      - classe Reptilia Laurenti, 1768 -- Reptiles
      - classe Aves Linnaeus, 1758 -- Oiseaux
      - classe Mammalia Linnaeus, 1758 -- Mammifères

## Galerie

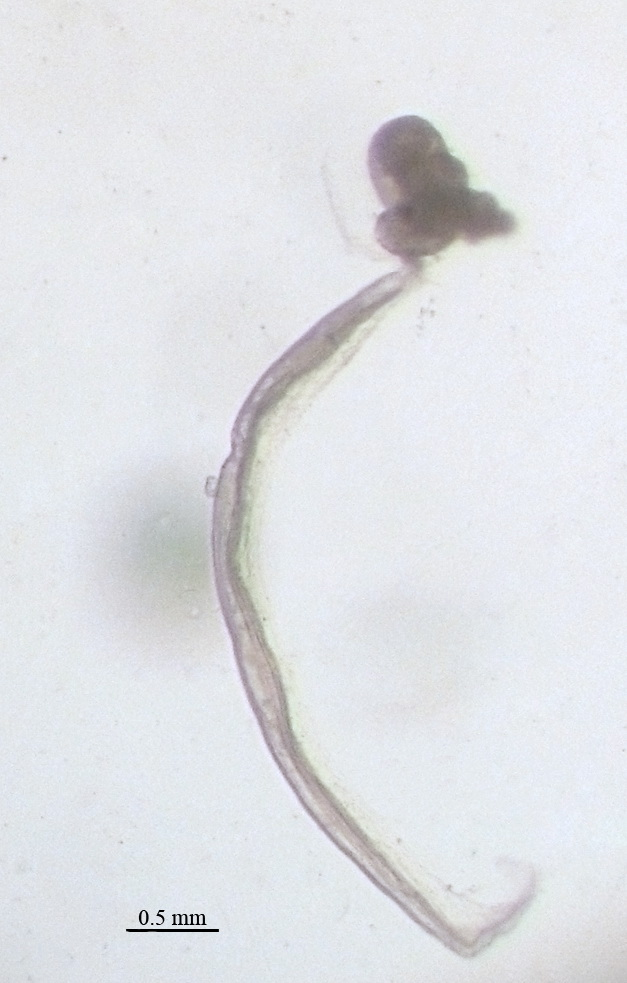
Oikopleura dioica (en), un tunicier appendiculaire
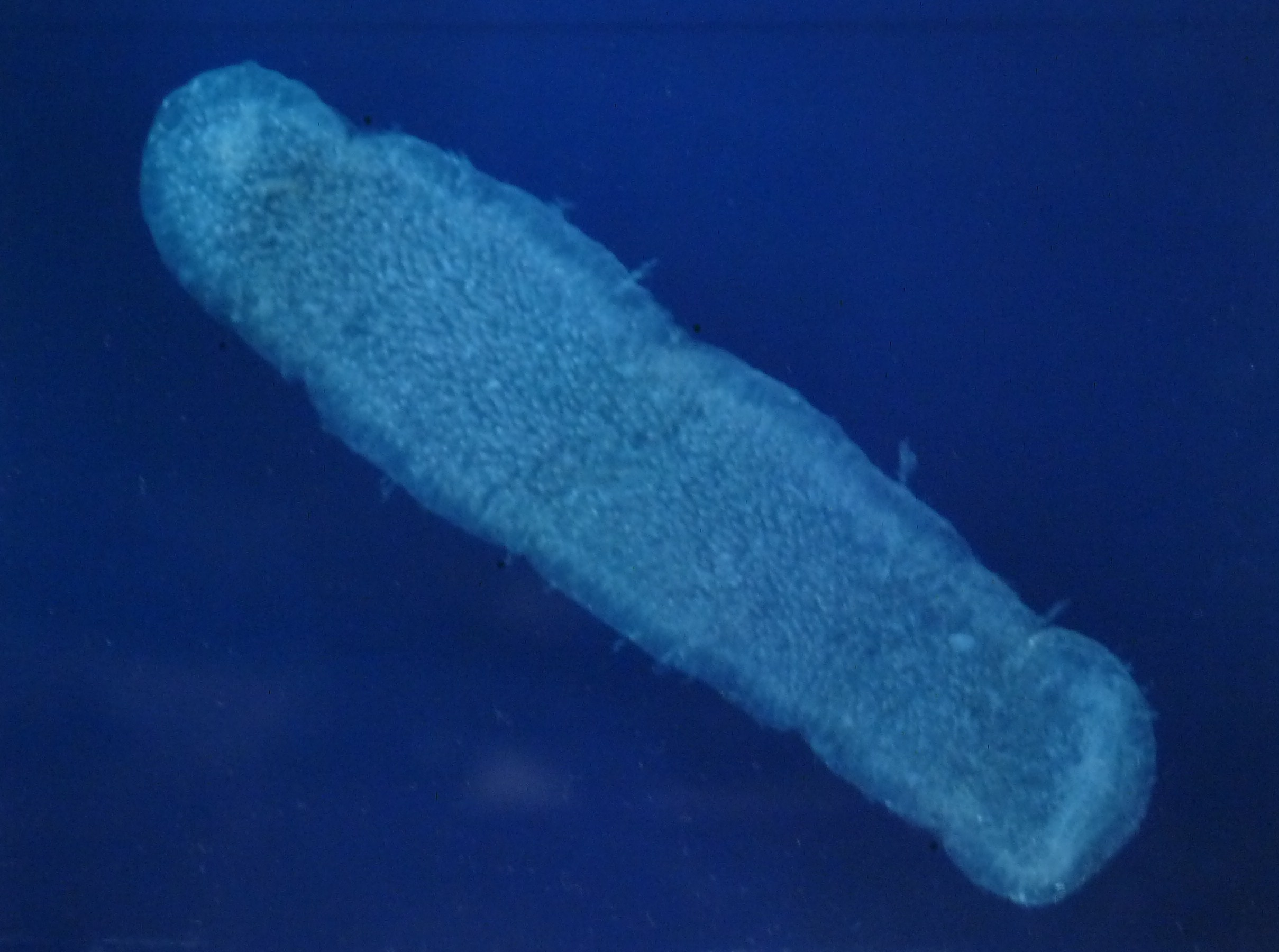
Pyrosoma atlanticum, un tunicier thaliacé.
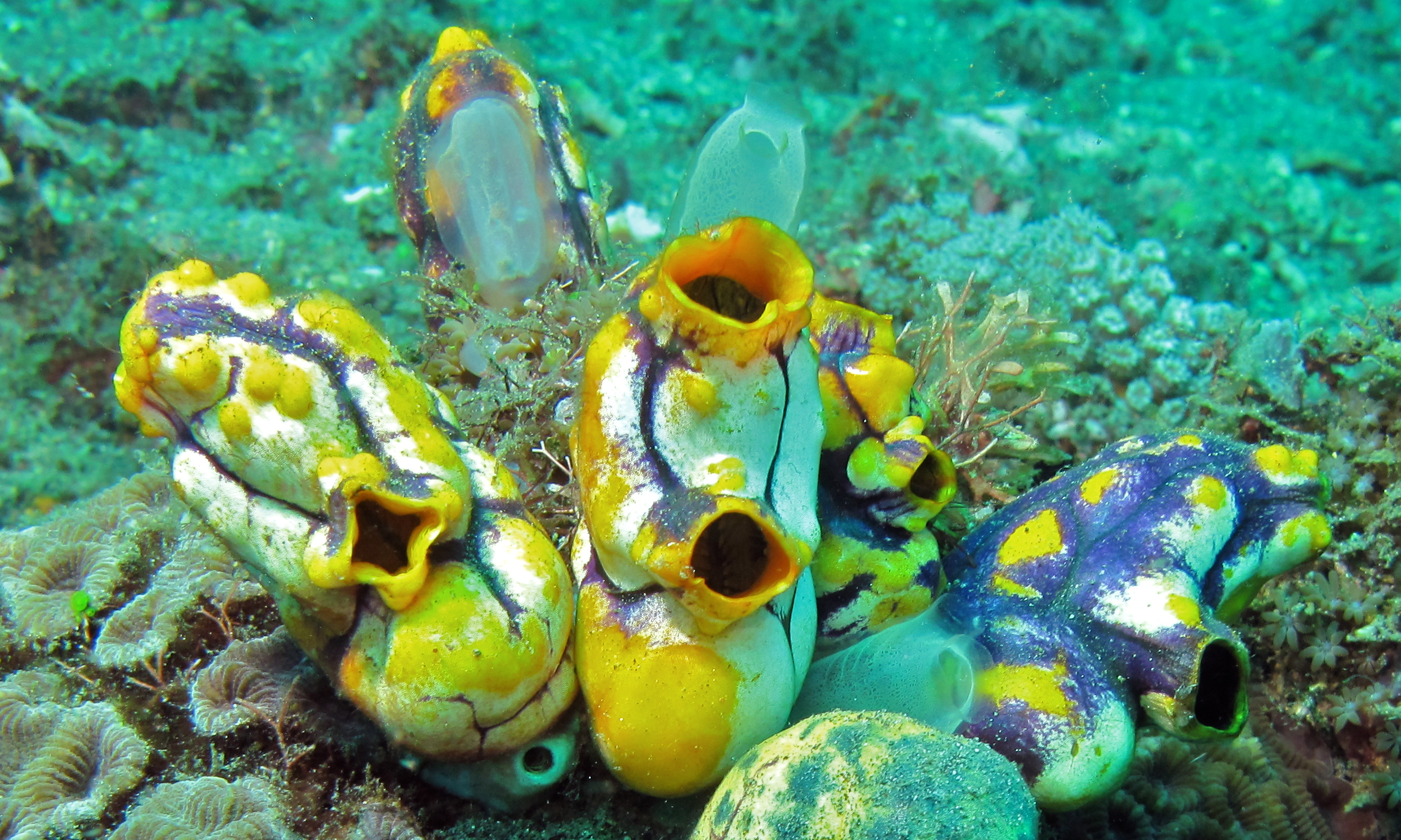
Plusieurs espèces d'ascidies (tuniciers) dont Polycarpa aurata.
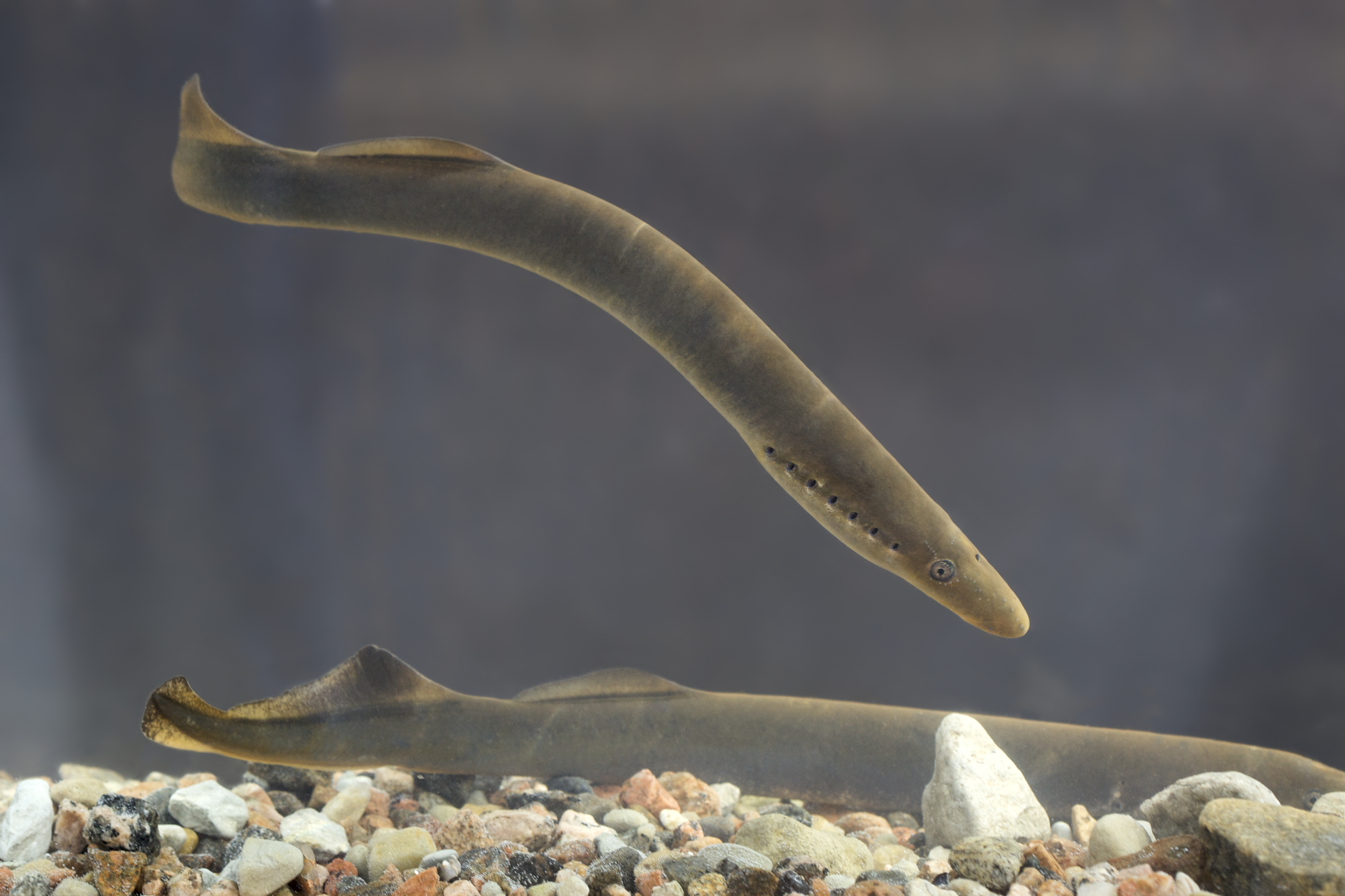
Lampetra fluviatilis, une lamproie
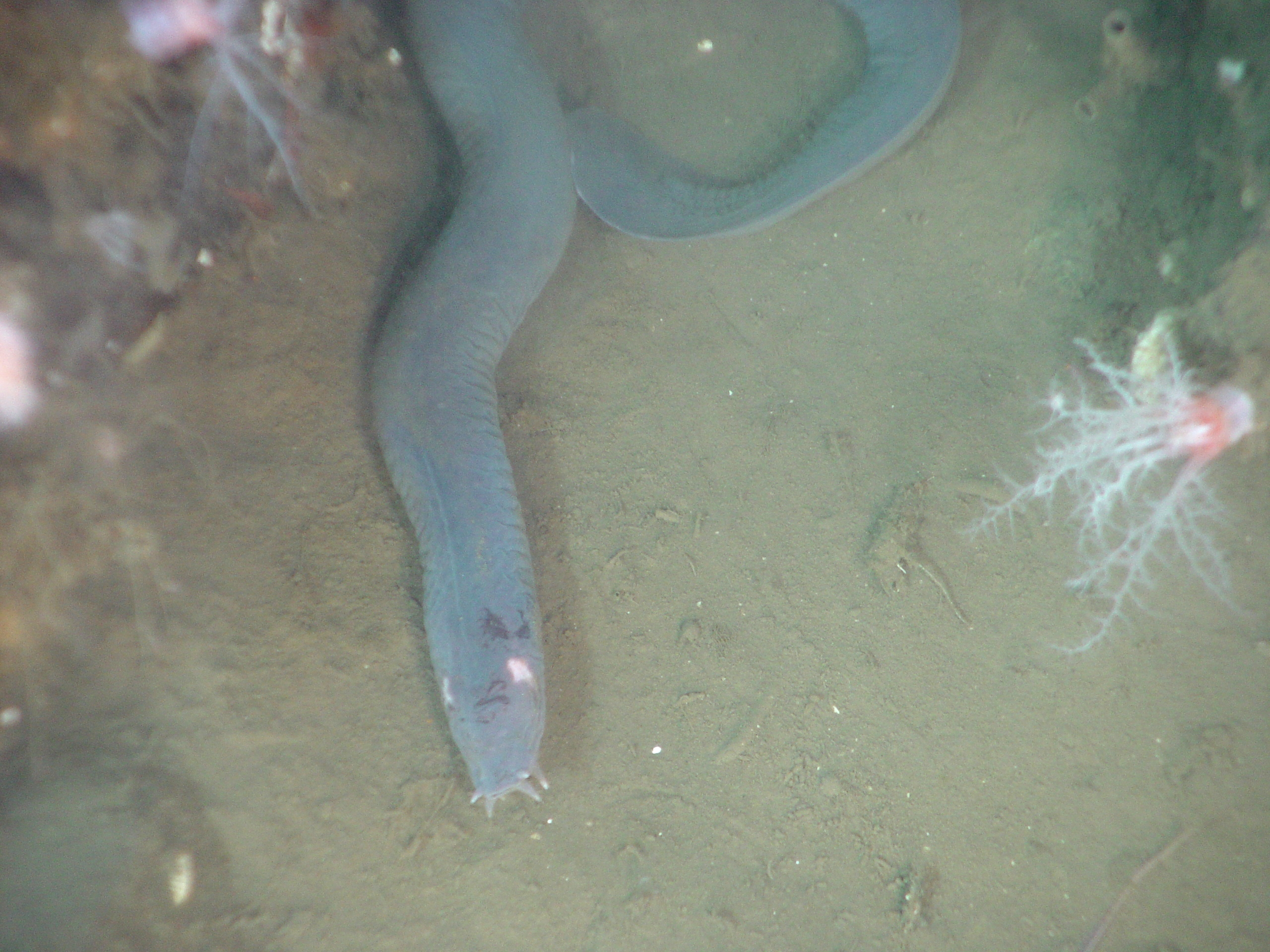
Une myxine (de la famille des Myxinidae)
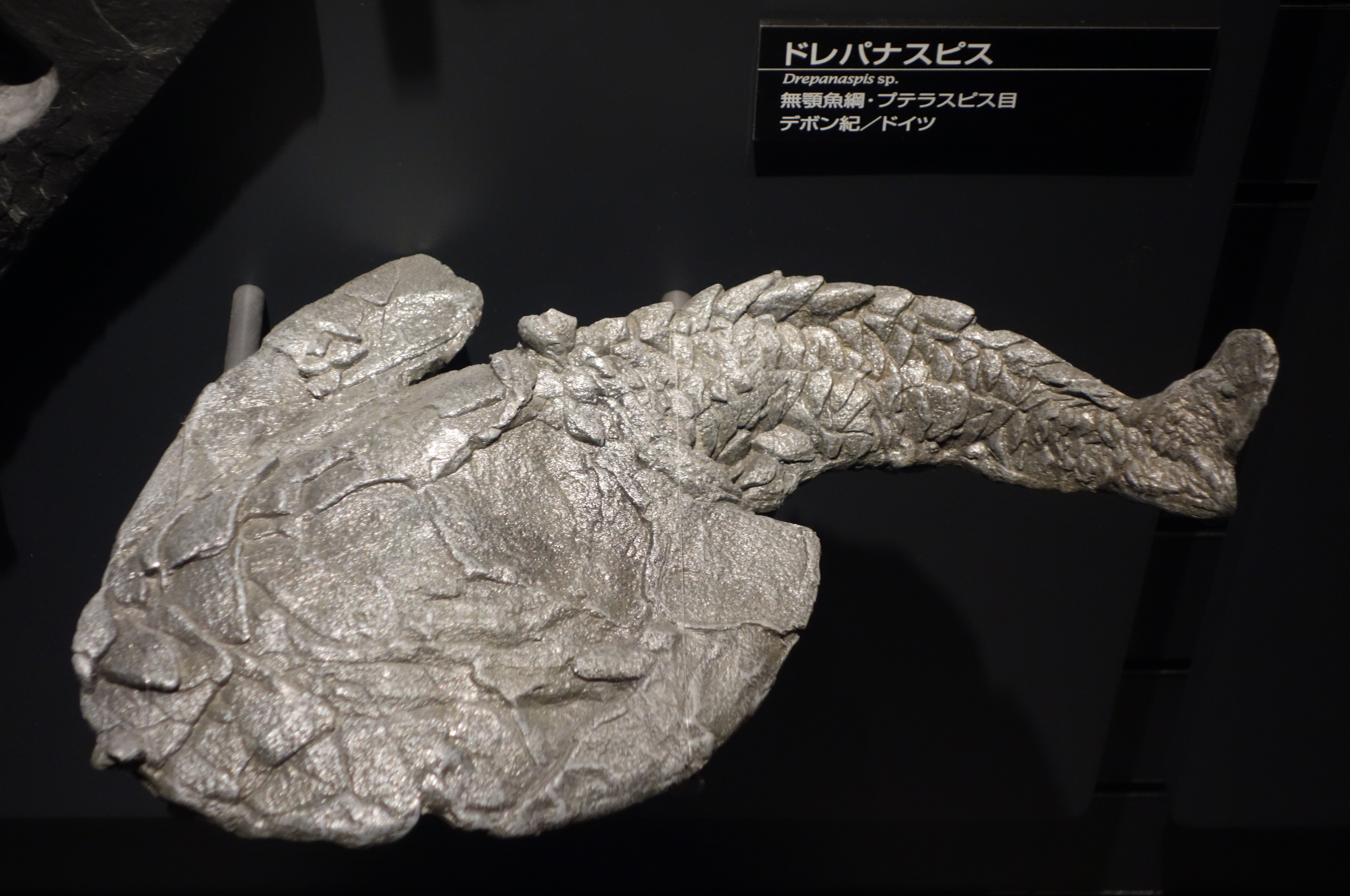
Fossile de Drepanaspis, un Pteraspidomorphi
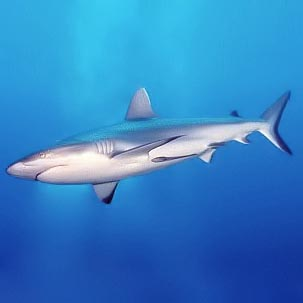
Carcharhinus amblyrhynchos, un chondrichthyen
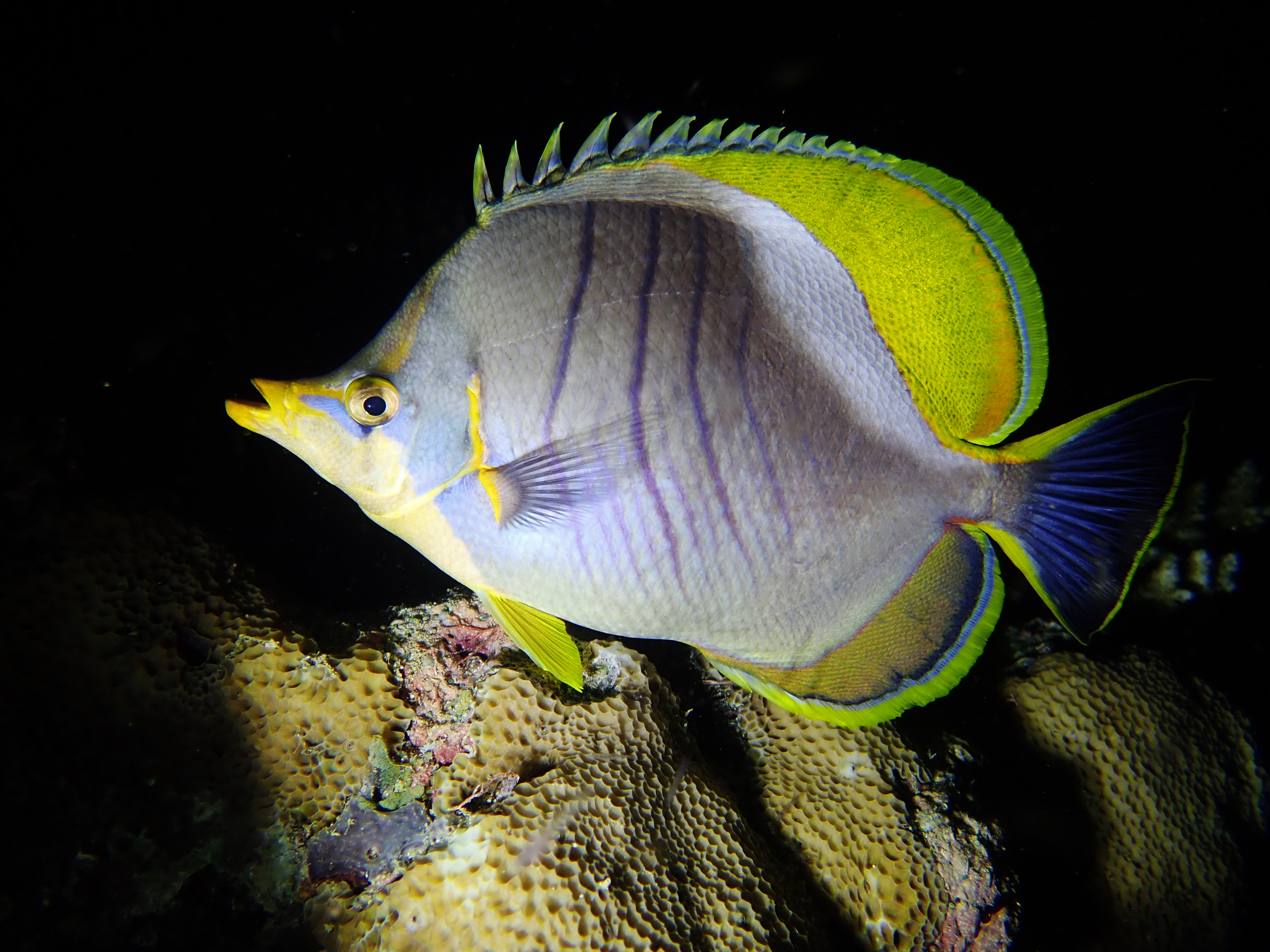
Chaetodon xanthocephalus, un actinopterygien
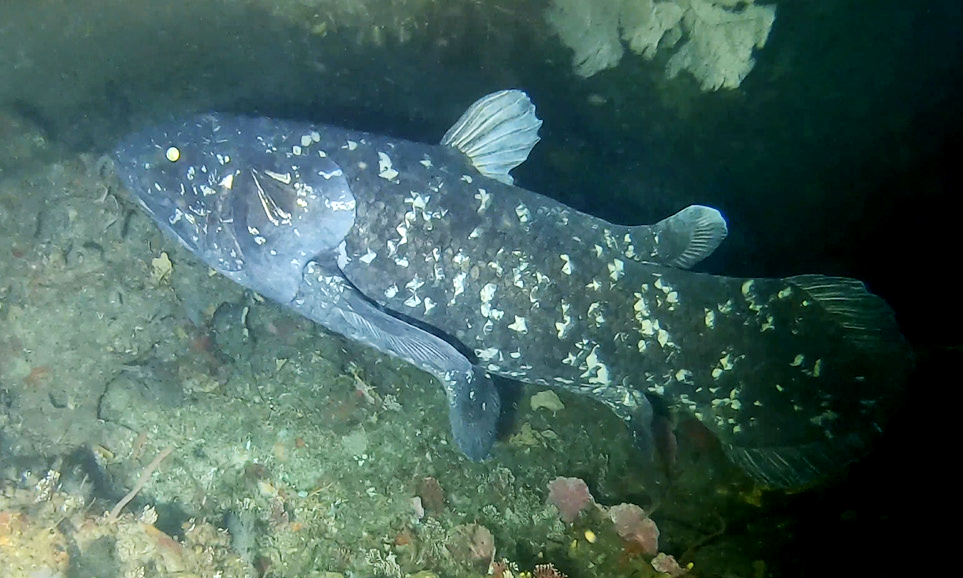
Latimeria chalumnae, un sarcopterygien
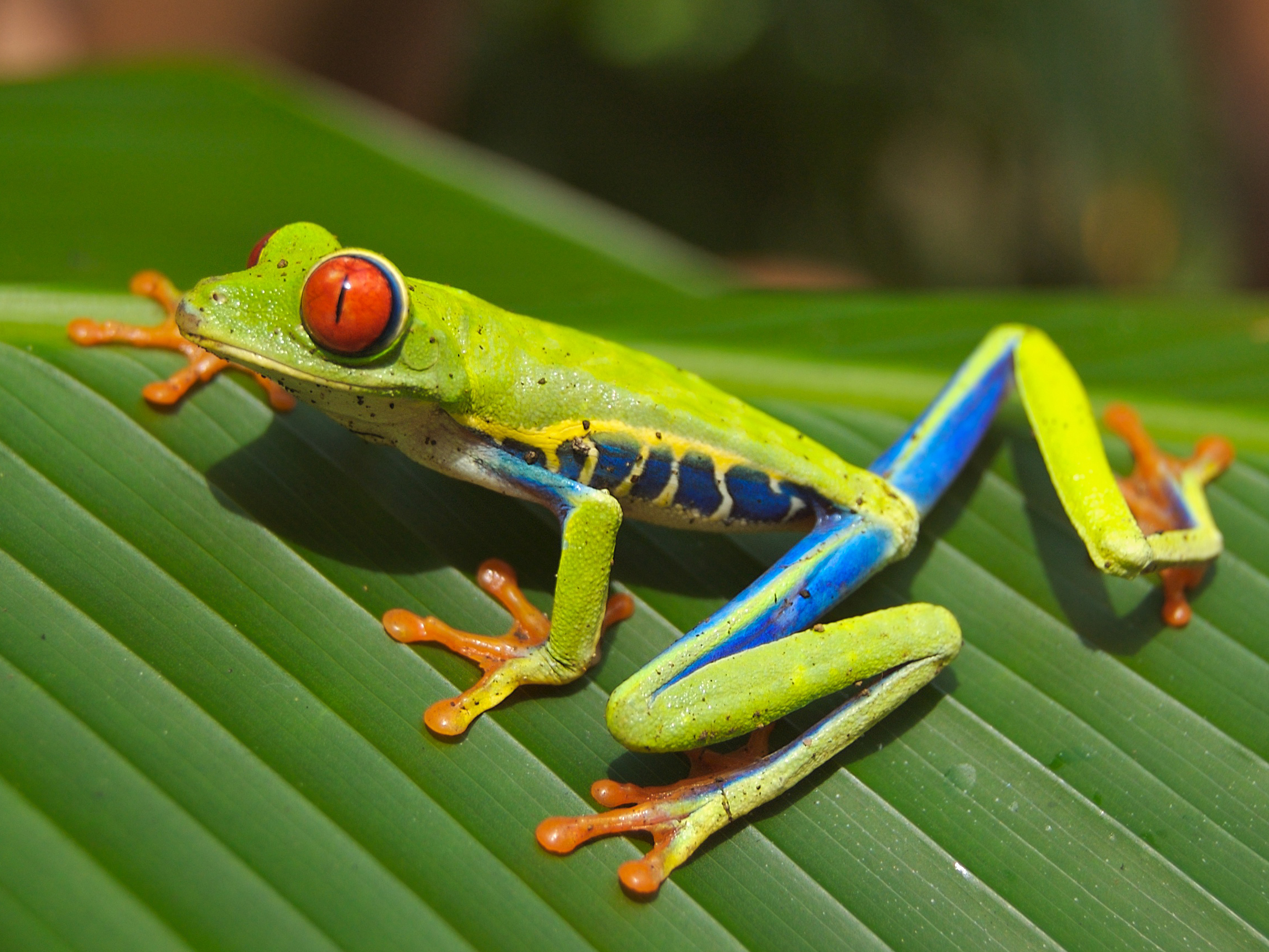
Agalychnis callidryas, un amphibien
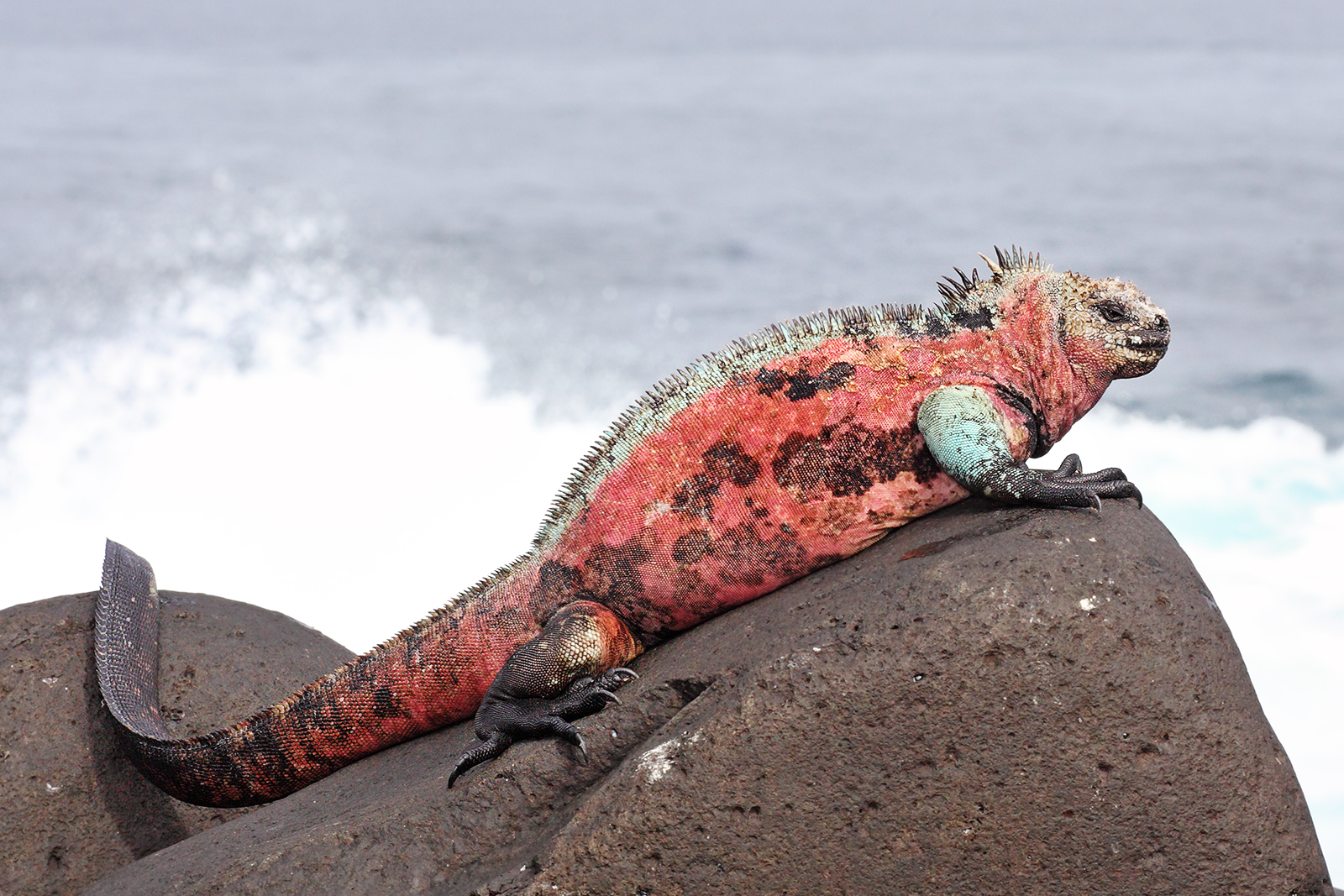
Amblyrhynchus cristatus, un reptile
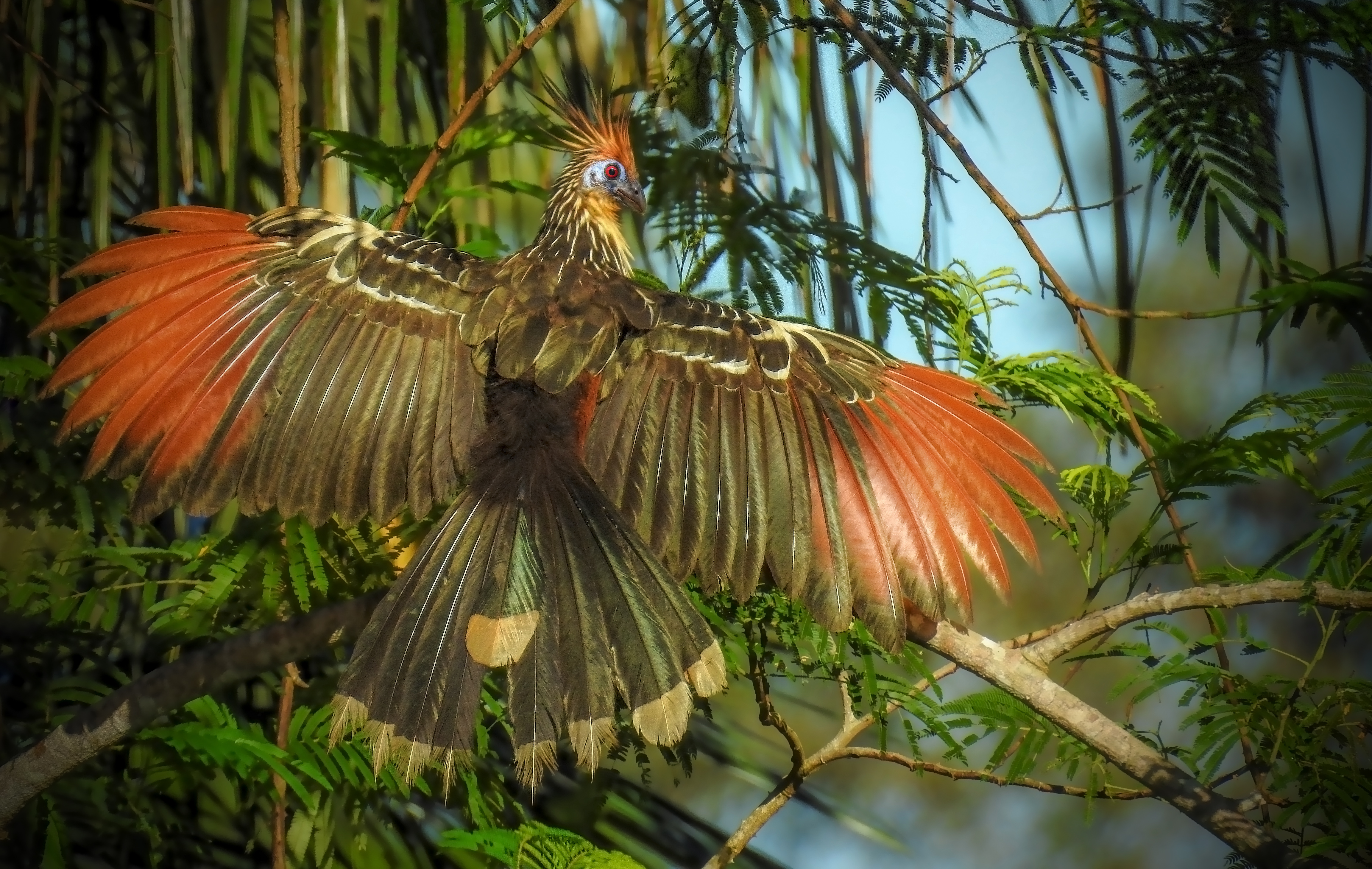
Opisthocomus hoazin, un oiseau
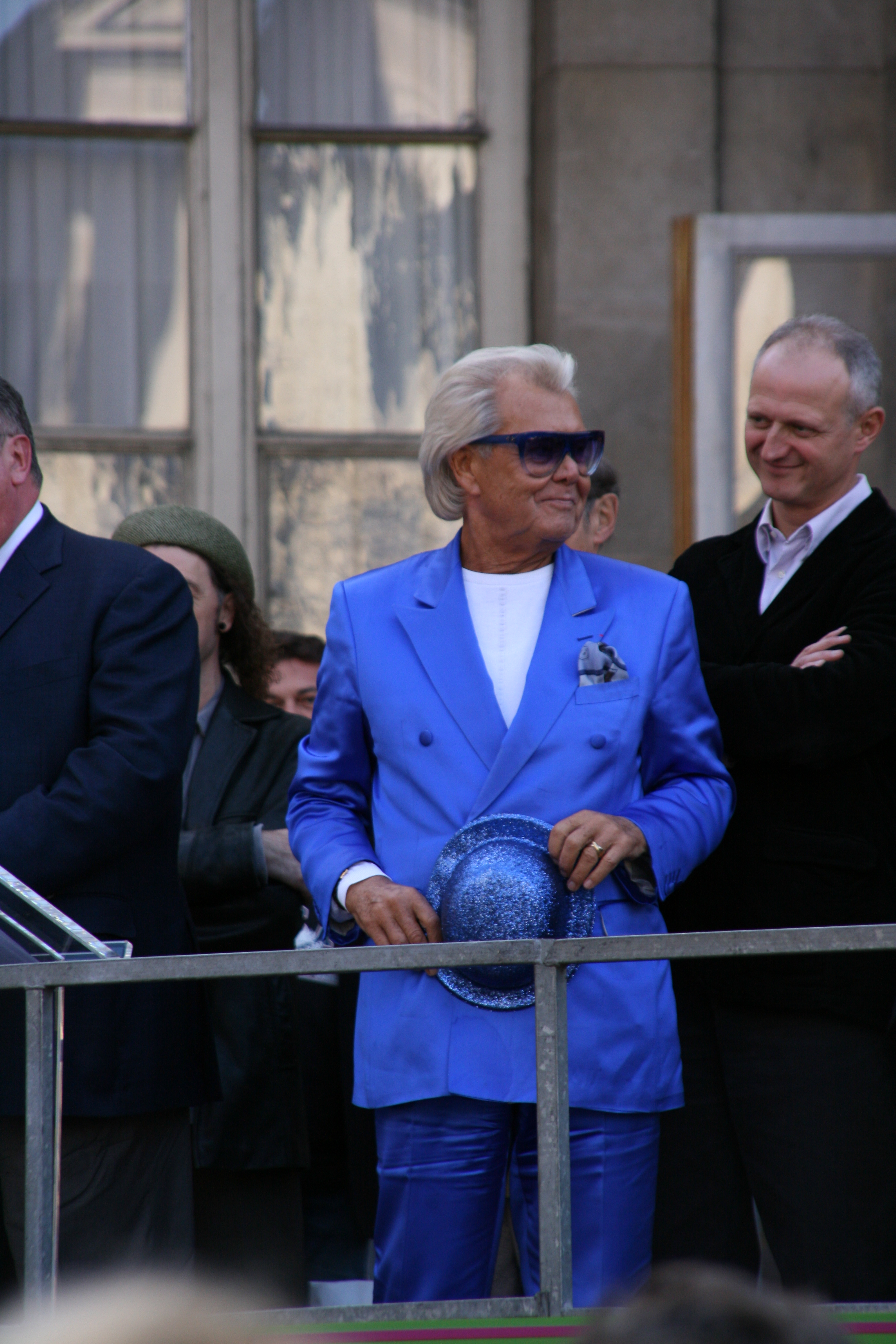
Homo sapiens, un mammifère